# Poppo II di Carniola
Poppo II (1065 – 1098) conte di Weimar-Orlamünde, fu margravio di Carniola dal 1070 alla morte e margravio d'Istria dal 1096 alla morte.

## Biografia
Poppo era figlio del margravio Ulrico I di Carniola, che gli succedette alla sua morte nel 1070. Sua madre Sofia era figlia del re Béla I d'Ungheria della dinastia degli Arpadi. Era quindi di sangue reale. 
Poppo rimase un fedele sostenitore dell'imperatore salico Enrico IV durante la lotta per le investiture. Essendo senza figli maschi, gli successe il fratello minore Ulrico II. 

## Matrimonio e figli
Sposò Riccarda (Richardis), figlia del conte Engelberto di Sponheim, che governò l'Istria fino alla sua morte il 1 aprile 1096. Secondo la cronaca Historia Welforum del 1170, Poppo e Riccarda ebbero due figlie: 
- Sofia d'Istria († 1132), sposò il conte Bertoldo II di Andechs, e assieme generarono il margravio Bertoldo I d'Istria (1110 / 1122-1188)
- Edvige, sposò il conte Ermanno I di Winzenburg e in seconde nozze il conte Adalberto II di Bogen.